# Rąbino
Rąbino (kaszb. Wiôlgié Rãbinò, niem. Groß Rambin) – wieś w Polsce położona w województwie zachodniopomorskim, w powiecie świdwińskim, w gminie Rąbino na trasie linii kolejowej 202 Gdańsk-Białogard-Świdwin-Stargard, ze stacją Rąbino. Wieś jest siedzibą sołectwa w którego skład wchodzą również miejscowości Kołatka, Liskowo i Racimierz.

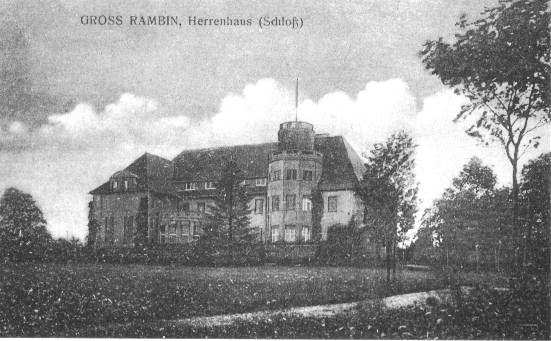
Zamek w Rąbinie w roku 1900

Miejscowość jest siedzibą gminy Rąbino.
W latach 1954-1972 wieś była siedzibą gromady Rąbino. W latach 1975–1998 wieś należała do woj. koszalińskiego.
Zabytki
- eklektyczny pałac z 1920 z sześcioboczną wieżą[3];
- modernistyczny kościół.